# Piotr Chołołowicz

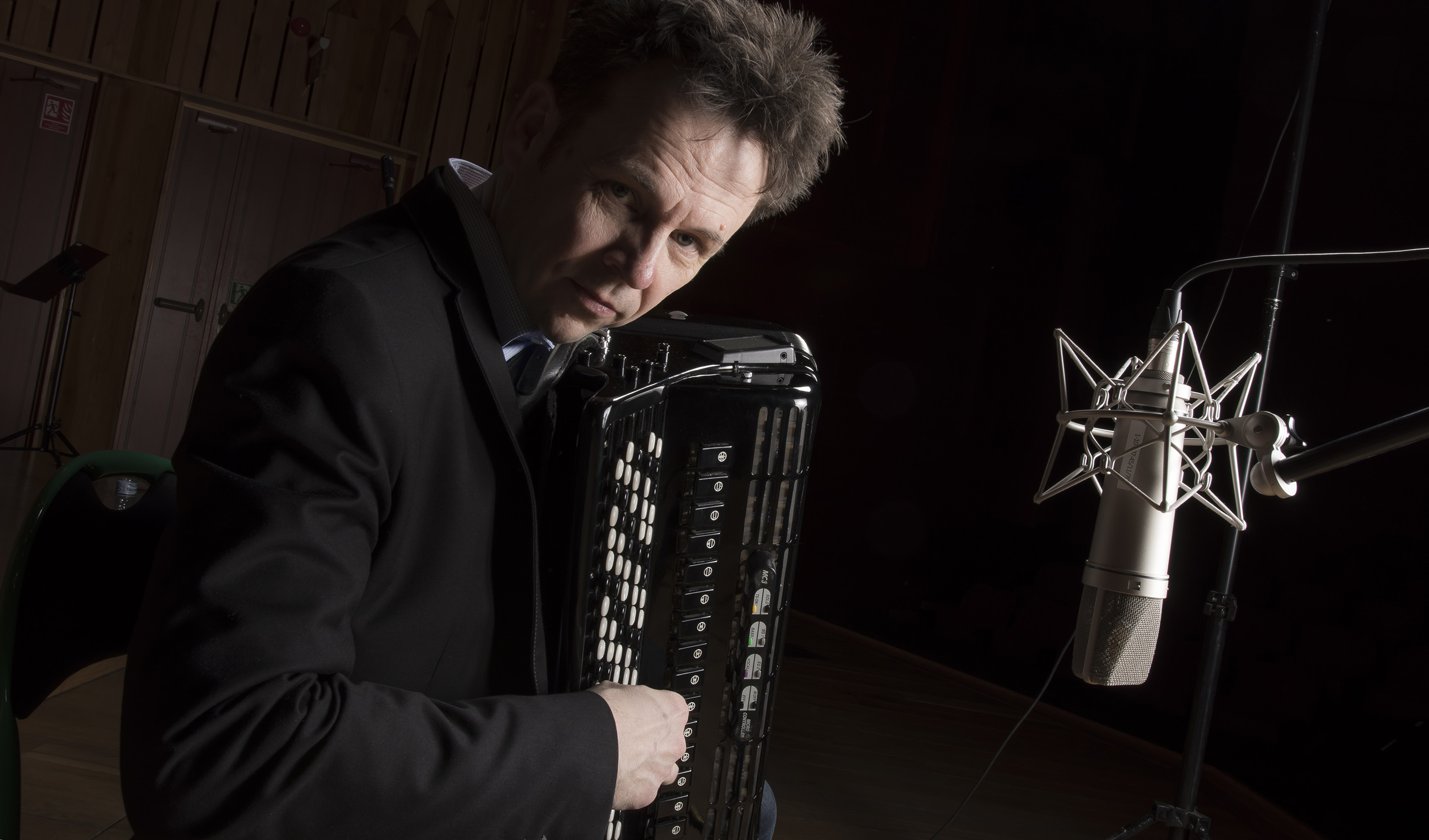
Piotr Chołołowicz (2017)

Piotr Chołołowicz (ur. 1971 w Hajnówce) – polski muzyk, akordeonista, absolwent i pracownik Katedry Akordeonu w Akademii Muzycznej im. Karola Szymanowskiego w Katowicach, w latach 2000-2007 pracował jako muzyk w wiedeńskim Burgtheater.

## Życiorys

### Edukacja
W latach 1986-92 uczył się w Państwowej Szkole Muzycznej II st. im. I. J. Paderewskiego w klasie akordeonu mgra Jana Gorczycy i mgra Jerzego Kozłowskiego. Naukę kontynuował w Akademii Muzycznej im. K. Szymanowskiego w Katowicach pod okiem prof. zw. dra hab. Joachima Pichury. Studia podyplomowe odbył w Konservatorium der Stadt Wien w klasie prof. Gertrauda Winklbauer-Zourek. Wielokrotnie uczestniczył w mistrzowskich kursach interpretacji prowadzonych przez takich pedagogów jak: Mogens Ellegaard, Mie Miki, Matti Raantanen, Juan Jose Mosalini, Volodymir Runczak.

### Działalność artystyczna
Uczestniczył m.in. w Międzynarodowym Festiwalu Akordeonowym w Pärnu (Estonia), Międzynarodowym Festiwalu Muzycznym w Thorn (Holandia), Międzynarodowym Festiwalu Akordeonowym w Wiedniu (Austria), Letnim Festiwalu Bachowskim w Lipsku (Niemcy), Lindower Sommermusik w Lindow (Niemcy), Festiwalu Concerto di Primaestate w Palermo (Włochy), Festiwalu Guglielmo Caccia w Moncalvo (Włochy), Costigiole d’Asti  w Asti (Włochy), Festiwalu Crescentino  w Vercelli (Włochy), Międzynarodowym Festiwalu Akordeonowym w Limbaži (Łotwa), Międzynarodowym Festiwalu Akordeonowym Coupe Jeunesse w Dunajskiej Stredzie (Słowacja), Festiwalu Jedynki w Sopocie, Festiwalu im. Jana Kiepury w Krynicy, Festiwalu Gwiazdy Promują w Jeleniej Górze, Międzynarodowym Festiwalu Muzyki Kameralnej i Organowej w Trzebini, Festiwalu Prawykonań w Katowicach, Śląskiej Trybunie Kompozytorów w Katowicach,
W latach 2000–2007 występował w składzie zespołu muzycznego wiedeńskiego Burgtheater Wien.
Będąc członkiem następujących zespołów: Ars Harmonica, Button Hackers, Śląski Kwintet Akordeonowy, koncertował w Polsce, jak i poza granicami kraju – w Austrii, Bułgarii, Czechach, Estonii, Holandii, Litwie, Łotwie, Niemczech, Rumunii, Ukrainie, Słowacji, Szwajcarii, Węgrzech i Włoszech.
Jako solista i kameralista współpracował z orkiestrami: NOSPR, Śląską Orkiestrą Kameralną, Płocką Orkiestrą Symfoniczną, Orkiestrą Symfoniczną Filharmonii Częstochowskiej, Toruńską Orkiestrą Kameralną,
Współautor muzyki do filmu słoweńskiego reżysera Igora Sterka pt. Tuning, który to film uzyskał Grand Prix na Międzynarodowym Festiwalu Filmowym w Mannheim (2005 r).
Wielokrotnie zasiadał w składzie Jury krajowych i międzynarodowych konkursów akordeonowych (Bratysława, Dunajska Streda, Klingenthal, Ostrawa, Pärnu, Przemyśl, Sanok, Wilno).

### Działalność dydaktyczna
Jako pracownik naukowo-dydaktyczny w Katedrze Akordeonu Akademii Muzycznej im. K. Szymanowskiego w Katowicach oraz nauczyciel w klasie akordeonu w Państwowej Szkole Muzycznej I i II stopnia im. L. Różyckiego w Gliwicach wykształcił wielu młodych akordeonistów, którzy sięgali po najwyższe nagrody w konkursach krajowych i międzynarodowych. Studenci byli laureatami nagród m.in. w konkursie w Bratysławie (Słowacja), Castelfidardo (Włochy), Dunajskiej Stredzie (Słowacja), Fürstenfeld (Austria), Klingenthal (Niemcy), Pradze (Czechy), Popradzie (Słowacja), Puli (Chorwacja), Ostrawie (Czechy), Trossingen (Niemcy), Wilnie (Litwa), Wiedniu (Austria), a także konkursów w Giżycku, Gorlicach, Sanoku, Przemyślu, Sanoku, Solcu, Wrocławiu.
W roku 2015 za działalność dydaktyczną otrzymał odznakę honorową Ministra Kultury i Dziedzictwa Narodowego „Zasłużony dla Kultury Polskiej”

### Dyskografia
Uczestniczył w następujących nagraniach płytowych:
- 1997.05. –   nagranie CD Kyrillikata w Wiedniu (Wien, ZBOR 7401)
- 1999.08. –   udział w nagraniu  CD Accordion for Film (AV Music Publishers  B.V. 3764 AZ Soest, Netherlands)
- 2000.06. –   udział w nagraniu CD Colors of Silk zespołu Aras&Gülay w Wiedniu (Extraplatte  Verlag EX 463-2)
- 2001.04. –   udział w nagraniu CD z utworami wyróżnionymi w austriackim konkursie o prawach mniejszości narodowych Klang-gesetz (Wiedeń, Extraplatte Verlag EX 468-2)
- 2001.05. –   udział w nagraniu CD Sitamuki (Wiedeń, Thomas Hiller Verlag, Wien 2001)
- 2001.11. –    udział w nagraniu CD Cellivio w Wiedniu pod kierownictwem artystycznym prof. Michaela Dallingera z Musikhochshule Linz
- 2002.05. –   udział w nagraniu CD Czekałem wieczność (Orkiestra Symfoniczna KWK Staszic pod dyr. Grzegorza Mierzwińskiego, trio Ars Harmonica, 2002 DUX R.P.)
- 2002.09. –   CD Ars Harmonica Live, (Wiedeń 2002, AUME 2002)
- 2003.07. –   udział w nagraniu CD Andrẻ Heller – Ruf und Echo (Universal Music GmbH, Wien)
- 2005.09. –   DVD Tuning w reżyserii Igora Šterka (I nagroda na Międzynarodowym Festiwalu Filmowym w Mannheim, muzyka: AldoKumar, Piotr Chołołowicz)
- 2005.11. –   CD To mój anioł zespołu Button Hackers (Polskie Radio SA., 2006 PRCD 918R)
- 2009.03. – udział w nagraniu ścieżki dźwiękowej do filmu Kochaj i tańcz w reż. Bruce’a Parramore
- 2009.09. –   edycja CD Migrant Music Vienna (Wiedeń, Wienkultur LR 10932CD)
- 2013.09. –   udział w nagraniu CD Edward Bogusławski – Andrzej Krzanowski, (Acte Prealable 2013, AP 0280)
- 2016.10. –   udział w nagraniu CD Wojciech Golec –  Inspirations, Wydawnictwo Uniwersytetu Śląskiego, 2016
- 2017.05. –   Silesian Accordion Works / Piotr Chołołowicz, Wydawnictwo Akant, 2017[1]